# Path to War - L'altro Vietnam
Path to War - L'altro Vietnam (Path to War) è un film per la televisione del 2002 diretto da John Frankenheimer e interpretato da Michael Gambon, Donald Sutherland e Alec Baldwin.
Donald Sutherland vinse un Golden Globe come miglior attore non protagonista.